# Сомма (департамент)
Сомма (фр. Somme, пикард. Sonme) — департамент на севере Франции, один из департаментов региона О-де-Франс. Порядковый номер — 80. Административный центр — Амьен. Население — 570 559 человек (данные 2019 г.).

## География
Департамент Сомма расположен в исторической области Пикардия и граничит с французскими департаментами Па-де-Кале, Нор, Уаза и Эна и Приморская Сена. С запада омывается водами пролива Па-де-Кале. Через всю территорию департамента протекает река Сомма, давшая ему своё название. Площадь территории — 6170 км².
Главными городами департамента являются Амьен, Абвиль, Альбер, Перонн, Мондидье, Корби, Дуллан, Руа.

## История
Сомма — один из первых 83 департаментов, образованных во время Великой французской революции в марте 1790 года. Возник на территории бывшей провинции Пикардия. Территория нынешнего департамента Сомма всегда был предметом интереса из-за своего стратегического положения между Парижем и Фландрией. Эта большая открытая территория была ареной самых ярких сражений в истории Франции: завоевания Галлии Юлием Цезарем, Столетней войны, религиозные войны, франко-германская война 1870 года, Первая и Вторая мировые войны.
В самом начале Столетней войны на территории департамента состоялась великая Битва при Креси, в ходе которой Франция потеряла цвет своего рыцарства. В память об этом сражении в поселке Креси-ан-Понтьё установлены памятник и часовня. В ходе первой мировой войны здесь состоялись крупные сражения (1916 и 1918 год — Битва на Сомме).

## Административное деление
Департамент включает 4 округа, 23 кантона и 772 коммуны.
- Округа департамента Сомма
- Коммуны департамента Сомма

## Экономика
Структура занятости населения:
- сельское хозяйство — 4,3 %
- промышленность — 16,1 %
- строительство — 5,4 %
- торговля, транспорт и сфера услуг — 38,3 %
- государственные и муниципальные службы — 35,9 %

Уровень безработицы (2017 год) — 15,9 % (Франция в целом — 13,4 %). 

Среднегодовой доход на 1 человека, евро (2018 год) — 20 320 (Франция в целом — 21 730).

## Туризм
Департамент Сомма обладает многочисленными достопримечательностями, привлекающими сюда туристов. Выделяются две крупных зоны: административный центр департамента и области Пикардия город Амьен c областью верхней Соммы и побережье Ла-Манша. В Амьене выделяются кафедральный собор Нотр-Дам, дом-музей Жюля Верна, беффруа XV века. В 10 километрах к северу от Амьена находится шато Бертангль XVIII века с большим парком, на половине пути из Амьена в Абвиль на высоком берегу Соммы расположен шато Лон XVIII века. К югу от Абвиля находится замок Рамбюр, прекрасно сохранившийся образец оборонительных сооружений эпохи Позднего Средневековья.
В 13 километрах к северу от Амьена находится уникальный исторический объект «Подземный город Наур» IX века, где на протяжении веков скрывались местные жители. В Дуллане сохранилась цитадель, построенная Вобаном. В башне Гильома приморского города Сен-Валери-сюр-Сом содержалась в заключении Жанна д'Арк перед судом в Руане. В список всемирного наследия ЮНЕСКО включены беффруа Амьена, Абвиля, Дуллана, Люшё, Сомма, аббатство Сен-Рикье, церковь Святого Иоанна Крестителя в Фольвиле. Представляют интерес также церкви Святого Вульфрама и Гроба Господня в Абвиле, церковь бывшего аббатства Корби, сады аббатства Валуар.
На побережье ла-Манша расположены популярные морские курорты ― Сен-Валери-сюр-Сом, Мер-ле-Бен, Кайё-сюр-Мер, Ольт, привлекающие своими протяженными песчаными пляжами.
- Кафедральный собор Амьена
- Шато Лон
- Башни Гильом
- Беффруа Рю
- Церковь аббатства Корби
- Аббатство Сен-Рикье
- Сады аббатства Валуар
- Скалы в окрестностях Мер-ле-Бена

## Политика
Результаты голосования жителей департамента на Президентских выборах 2022 г.:
1-й тур: Марин Ле Пен (Национальное объединение) — 32,79 %; Эмманюэль Макрон ("Вперёд, Республика!") — 27,80 %; Жан-Люк Меланшон («Непокорённая Франция») — 17,51 %;  Эрик Земмур («Реконкиста») — 5,65 %; Прочие кандидаты — менее 5 %.
2-й тур: Марин Ле Пен — 51,00 % (в целом по стране — 41,45 %); Эмманюэль Макрон — 49,00 % (в целом по стране — 58,55 %).
- Президентские выборы 2022. Результаты 1 тура (по кантонам)
- Президентские выборы 2022. Результаты 2 тура (по кантонам)
- Президентские выборы 2022. Результаты 2 тура (по округам)

(2017 год — 1-й тур: Марин Ле Пен (Национальный фронт) — 30,37 %; Эмманюэль Макрон ("Вперёд!") — 21,75 %; Жан-Люк Меланшон («Непокорённая Франция») — 18,61 %;  Франсуа Фийон (Республиканцы) — 16,22 %; Прочие кандидаты — менее 5 %. 2-й тур: Эмманюэль Макрон — 54,22 % (в целом по стране — 66,10 %); Марин Ле Пен — 45,78 % (в целом по стране — 33,90 %)).
(2012 год — 1-й тур: Франсуа Олланд (Социалистическая партия) — 28,37 %; Николя Саркози (Союз за народное движение) — 23,90 %; Марин Ле Пен (Национальный фронт) — 23,77 %; Жан-Люк Меланшон (Левый фронт) — 11,00 %; Франсуа Байру (Демократическое движение) — 7,31 %. Прочие кандидаты — менее 5 %. 2-й тур: Франсуа Олланд — 54,41 % (в целом по стране — 51,62 %); Николя Саркози — 45,59 % (в целом по стране — 48,38 %)).
(2007 год — 1-й тур: Николя Саркози (Союз за народное движение) — 27,73 %; Сеголен Руаяль (Социалистическая партия) — 24,89 % ; Жан-Мари Ле Пен (Национальный фронт) — 14,36 %; Франсуа Байру (Союз за французскую демократию) — 14,29 %. 2-й тур: Николя Саркози — 50,46 % (в целом по стране — 53,06 %); Сеголен Руаяль — 49,54 % (в целом по стране — 46,94 %)).
В результате выборов в Национальное собрание в 2017 г. 5 мандатов от департамента Сомма распределились следующим образом: "Вперед, Республика!" — 2, "Союз демократов и независимых" — 1, "Республиканцы" — 1, «Непокорённая Франция» — 1. (2007 год — 5 мандатов: СП — 2, СНД — 1, НЦ — 1, З — 1; 2007 год — 6 мандатов: НЦ — 2, СНД — 2, СП — 1, Разные левые — 1).
На выборах в Совет региона О-де-Франс в 2021 году во 2-м туре победил «правый блок» во главе с действующим президентом Совета Ксавье Бертраном, получивший 55,07 % голосов, вторым было «Национальное объединение во главе с депутатом Национального собрания Себастьеном Шеню — 23,84 %, третьим – левый блок» во главе с депутатом Европейского парламента Каримой Делли — 21,09 %. (2015 год: 1-й тур: Национальный фронт — 41,02 %, «правый блок» — 26,33 %, «левый блок» — 17,27 %; 2-й тур: «правый блок» — 56,37 %, Национальный фронт — 43,63 %).

### Совет департамента
После выборов 2021 года большинством в Совете департамента обладают правые партии. Председатель Совета департамента — Стефан Оссулье (Stéphane Haussoulier, Разные правые).
Состав Совета департамента (2021—2028):
|                        | Партия                        | Кол-во мест            | +/- (к 2011 г.)        |
| Большинство (28 мест): | Большинство (28 мест):        | Большинство (28 мест): | Большинство (28 мест): |
| ---------------------- | ----------------------------- | ---------------------- | ---------------------- |
|                        | Союз демократов и независимых | 13                     | +3                     |
|                        | Разные правые                 | 10                     | +2                     |
|                        | Республиканцы                 | 4                      | -2                     |
|                        | Вперёд, Республика!           | 1                      | 0                      |
| Оппозиция: (18 мест)   |                               |                        |                        |
|                        | Социалистическая партия       | 7                      | 0                      |
|                        | Коммунистическая партия       | 5                      | 0                      |
|                        | Разные левые                  | 4                      | -1                     |
|                        | Радикальная левая партия      | 1                      | 0                      |
|                        | Европа Экология Зелёные       | 1                      | +1                     |